# Music for pleasure
Music for pleasure is het debuutalbum van Monaco. Deze band werd gevormd uit de restanten van New Order, op zich weer een restant van Joy Division. Zowel Joy Division en New Order stonden niet bekend vanwege de vrolijke muziek. Bij Moncao is de toon duidelijk anders. Alhoewel de muziek nog aan New Order doet denken, is ze helderder en vrolijker. Er werden meer dan 500.000 exemplaren van het album verkocht. Music for pleasure was tevens het voorlaatste album van de band. Na de opvolger Monaco gingen de heren (definitief) uit elkaar, diverse reüniepogingen strandden.
Het album stond drie weken in de Britse albumlijst met als hoogste notering de elfde plaats. De single What do you want from me? kon het album niet vlot trekken. In Zweden was er ook een klein commercieel succes. Nederland en België lieten het album links liggen, terwijl de muziek van New Order wel regelmatig de Album Top 100 haalde. Het hoesontwerp was van Peter Saville met fotografie van Sam Taylor-Wood.

## Musici
- Peter Hook – basgitaar, zang
- David Potts – slagwerk, gitaar, toetsinstrumenten, zang en basgitaar

## Muziek
Alle van Hook en Potts

| Nr. | Titel                     | Duur |
| --- | ------------------------- | ---- |
| 1.  | What do you want from me? | 4:09 |
| 2.  | Shine                     | 5:32 |
| 3.  | Sweet lips                | 4:11 |
| 4.  | Buzz gum                  | 6:05 |
| 5.  | Blue                      | 2:40 |
| 6.  | Junk                      | 9:14 |
| 7.  | Billy Bones               | 4:59 |
| 8.  | Happy Jack                | 4:12 |
| 9.  | Tender                    | 4;34 |
| 10. | Under the stars           | 3:52 |
| 11. | Sedona (met hidden track) | 6:54 |